# احمد علی کامل
احمد علی کامل (عربی: أحمد علي كامل؛ زادهٔ ۲۱ مهٔ ۱۹۸۶) یک ورزشکار اهل مصر است.
از باشگاه‌هایی که در آن بازی کرده‌است می‌توان به باشگاه ورزشی زمالک، باشگاه ورزشی اسماعیلی، الهلال عربستان، و تیم ملی فوتبال مصر اشاره کرد.
وی همچنین در تیم‌های ملی فوتبال مصر ۸ اکتبر ۲۰۱۶ بازی کرده است.